# Epidesma obliqua
Epidesma obliqua là một loài bướm đêm thuộc phân họ Arctiinae, họ Erebidae.